# Delta Amacuro
Delta Amacuro ist ein Bundesstaat Venezuelas; er liegt im Nordosten des Landes. Seine Hauptstadt ist Tucupita. Hier mündet der Orinoco in den Atlantik. Vor seiner Küste liegt die Insel Trinidad. Die Durchschnittstemperatur beträgt 26,7 °C. Die Niederschlagsmenge liegt zwischen 900 und 2500 mm pro Jahr. Gouverneurin des Bundesstaates ist seit 2008 Lizeta Hernández (PSUV). Ihre Amtszeit beträgt vier Jahre.

## Bevölkerung
Die Warao sind die traditionellen Einwohner in dieser Region. Sie haben ihre eigene Sprache, Warao. Seit Jahrzehnten lassen sich immer mehr Einwanderer, vor allem Criollos, die im Erdölsektor oder im Tourismus und in der Fischerei arbeiten, sowie Einwanderer aus Guyana in Delta Amacuro nieder.
In Tucupita und Pedernales wohnen nun vor allem Nicht-Waraos.

## Geschichte
Die Warao wohnten in dieser Region lange vor Ankunft der Europäer. Sie konnten aufgrund der schwer zugänglichen Lage lange Zeit relativ unabhängig leben.
Am 1. Oktober 1498 erreichte Christoph Kolumbus während seiner dritten Amerikareise die Küste des Orinokodeltas. Bald wurde die Region Tor zu Guayana. Diego de Ordaz erforschte das Gebiet im Juni 1531, als er mit mehreren Schiffen seine Expedition durch den Orinoko startete. Antonio Berrío reiste hier in den Achtzigern des sechzehnten Jahrhunderts. Fernando de Berrío, der Sohn des Antonio Berríos, reiste auf seiner Suche nach El Dorado ebenfalls durch diese Region. Walter Raleigh segelte hier in den Jahren 1594, 1595 und schließlich 1616.

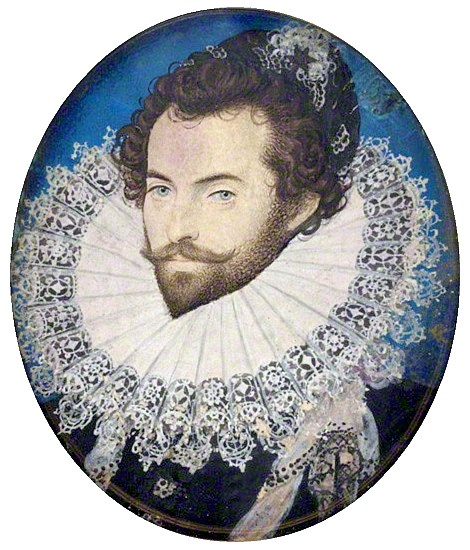
Walter Raleigh war dreimal in der Delta-Region

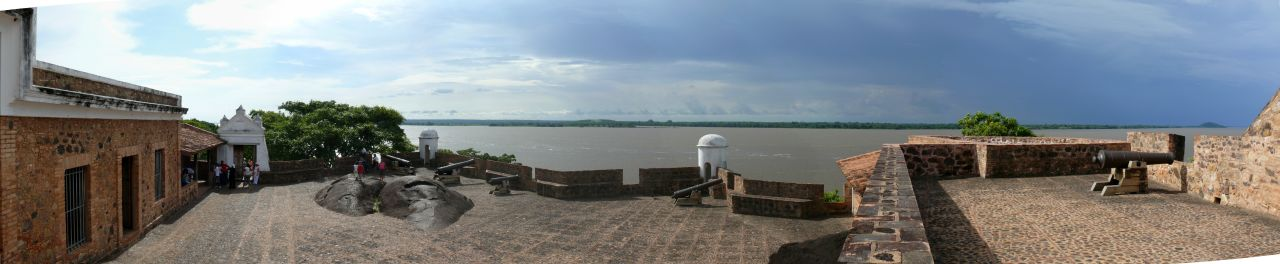
Eine spanische Festung in der Gemeinde Casacoima

Das Delta war im achtzehnten und Anfang des neunzehnten Jahrhunderts Teil der Provinz von Neu-Andalusien. 
Alexander von Humboldt schrieb, dass die Waraos am Ende des achtzehnten Jahrhunderts die einzigen Ur-Amerikaner waren, die in Neu-Andalusien ganz frei waren. Er erzählte, in Venezuela gehe man davon aus, dass etwa 6000 bis 7000 Waraos auf dem Delta lebten. Seiner Einschätzung nach war aber die Zahl geringer.
Als Venezuela seine Unabhängigkeit erlangte, wurde das Gebiet Teil der Provinz von Guayana.

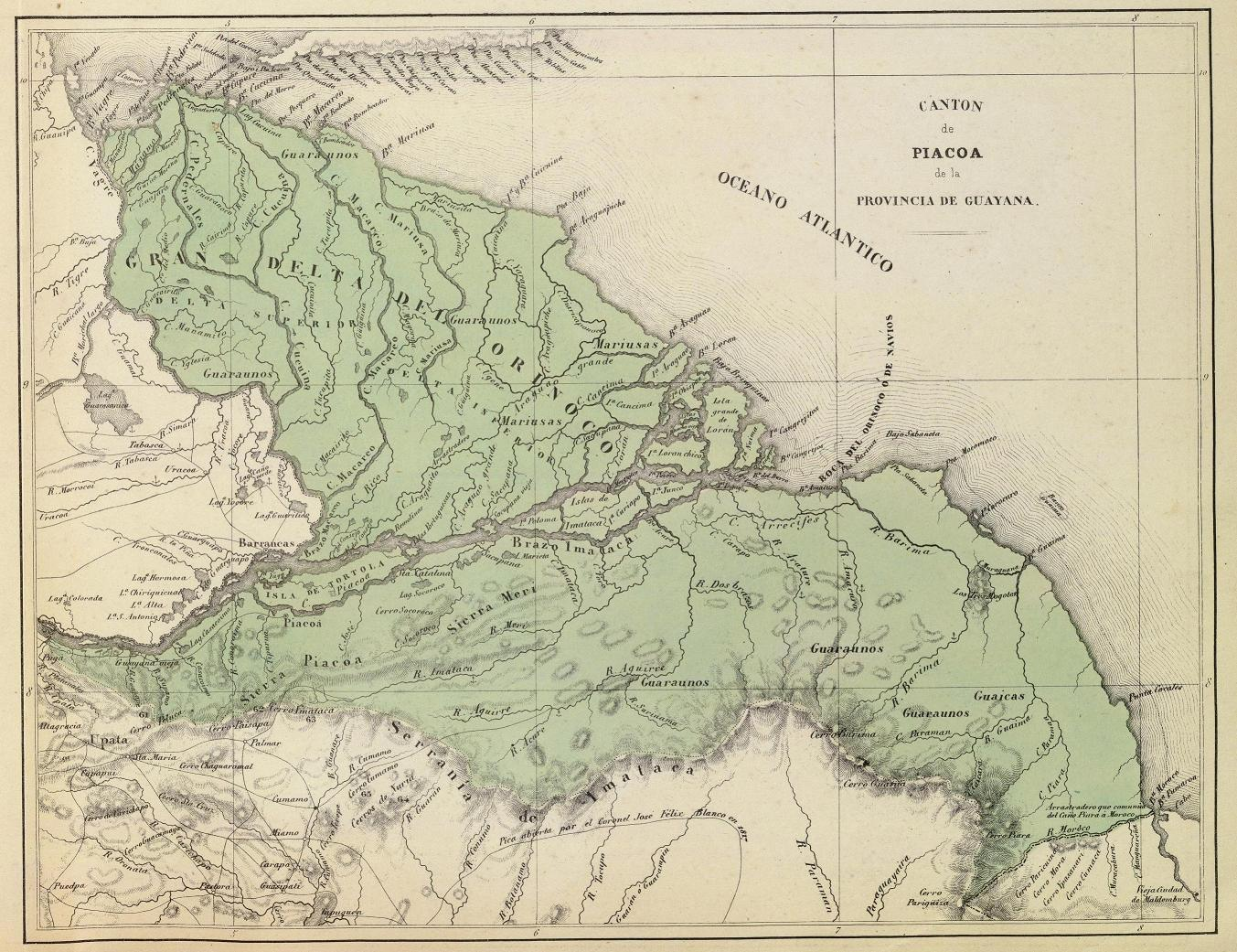
Delta Amacuro im Jahre 1840: Kanton Piacoa, Teil der Provinz von Guayana

Der katholische Priester Baral begann in den 1930er Jahren damit, Missionen und Schulen in diesem Gebiet zu gründen. Er beschäftigte sich auch mit der Warao-Sprache und verfasste das erste Wörterbuch dieser Sprache.

## Wirtschaft
Delta Amacuro ist eine der ärmsten Regionen Venezuelas. Die Haupteinnahmequellen sind die Fischerei, die Viehzucht und die Erdölindustrie.

## Verwaltungsgliederung
Der Staat setzt sich aus vier Bezirken (Municipios) zusammen, die weiter in 22 Parroquias untergliedert werden:
| Bezirk       | Hauptstadt     | Fläche km² | Bevölkerung 2001 | Bevölkerung 2011 | Lage |
| ------------ | -------------- | ---------- | ---------------- | ---------------- | ---- |
| Antonio Díaz | Curiapo        | 22.746,49  | 2.308            | 26.655           |      |
| Casacoima    | Sierra Imataca | 2.920,69   | 20.552           | 29.555           |      |
| Pedernales   | Pedernales     | 2.271      | 6.990            | 6.438            |      |
| Tucupita     | Tucupita       | 10.996     | 72.856           | 102.877          |      |

| Delta Amacuro nach Municipios                                                                       |
| --------------------------------------------------------------------------------------------------- |
| Atlantik Guayana Esequiba Trinidad Bolívar Monagas Sucre Antonio Díaz Casacoima Pedernales Tucupita |
| |

## Sehenswürdigkeiten

### Natürliche Sehenswürdigkeiten
- Caño Araguaimujo.
- Caño Macareo.
- Caño Manamo.
- Inseln Guasina und Sacupana.

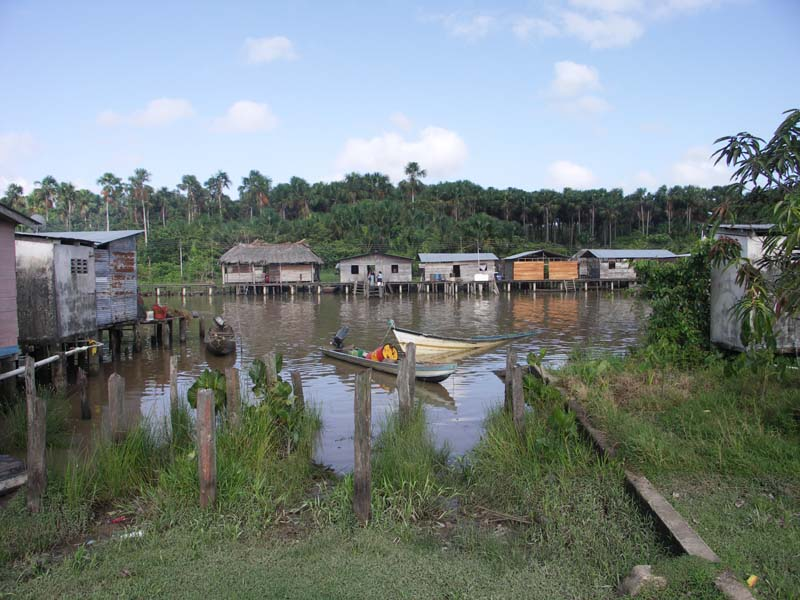
Curiapo

- Nationalpark Delta del Orinoco-Mariusa.
- Wasserfälle Toro und Acoima.

### Andere Sehenswürdigkeiten
- Festung von San Francisco de Asís.
- Guayana-Schlösser.
- Warao-Siedlungen.